# M/S Finnsailor
M/S Finnsailor (IMO 8401444) är en gods- och passagerarfärja byggd 1987 på varvet i Gdansk (Stocznia Gdańska) i Polen. Sjösattes 31 oktober 1986. Fartyget ägs av Finnlines Belgium NV, men seglar under svensk flagg, med hemmahamn Malmö.
Fartyget levererades 1987 till Neste och sattes i trafik mellan Helsingfors och Lübeck för Finncarriers. Fartyget såldes till partrederi Finnsailor 1989 och till Finnlines 1994. 1996 byggdes fartyget om för ökad passagerarkapacitet på Åbo reparationsvarv och sattes en kort tid in på linjen Helsingfors–Norrköping för att i slutet av året flyttas över till linjen Nådendal–Kapellskär, där hon gick 1996–2000, 2002–2003 och nu (2010) sedan 2007. Däremellan har hon gått på linjen Malmö–Travemünde 2000–2002 och 2004–2007, först som utchartrad och senare såld till Nordö-Link.
Fartyget kolliderade med fraktfartyget M/S General Grot-Rowecki i södra Östersjön 13 november 2005, på väg mot Malmö. Ankom cirka sju timmar försenad, och vid lossning var det nödvändigt att skära bort vissa delar för att kunna få ned rampen som finns på övre däck. Åter i trafik 25 november 2005.